# Richard D. James Album
Das Richard D. James Album ist ein elektronisches Musikalbum von Richard D. James unter seinem Pseudonym Aphex Twin. Es erschien 1996 auf Warp Records.

## Übersicht
Dieses Album beinhaltet mindestens zwei Sounds vom Spectrum-Heimcomputer: ein Programm, welches von einer Kassette geladen wird sowie Soundeffekte aus dem Computerspiel JetPac. Der Krach im Track „Carn Marth“ stammt aus dem Spiel Sabre Wulf und Sounds aus dem Track „Peek 82454201“ stammen aus dem Eröffnungsbildschirm von Starstrike 3D. Bei „Logan Rock Witch“ sampelte James Kinderspielzeuge als Perkussionsinstrumente. Der Track „Fingerbib“ beinhaltet eine rückwärts abgespielte Violine. Manche der Tracks, zum Beispiel die Single „Girl/Boy Song“, sampeln Kinderlieder. Außerdem wurden viele Lieder extra kurz gehalten. In Interviews bestätigte James, dass seine Aufmerksamkeitsspanne sehr kurz wäre und er sich nicht mehr länger als 30 Minuten auf etwas konzentrieren könne.
„Fingerbib“ und „Logan Rock Witch“ wurden für die unveröffentlichte CD „Melodies From Mars“ komponiert. Die Bonustracks „Milkman“ und „Beetles“ enthält ein wenig Gesang, und manipulierter Gesang kann ebenso bei „Milkman“ wie auch bei den zwei „Girl/Boy“-Remixes gehört werden.

## Stil und Rezeption
Das Album nutzt Software-Synthesizer und ungewohnte Beats. Es ist sein viertes offizielles Studioalbum. Das Album wurde von professionellen Musikkritikern gelobt und belegte Platz 40 in der Pitchfork-Liste der Top 100 Albums of the 1990's. Der NME platzierte es auf Platz #55 der Top 100 Albums of all Time-Liste, welche 2003 erschien.
2009 coverte Born Ruffians die Tracks „Milkman“ und „To Cure a Weakling Child“ für das Warp20 (Recreated)-Kompilationsalbum.

### Kritiken
Pitchfork Media vergab 8,4 von 10 Punkten und nahm das Album auf Platz 40 der 100 besten Alben der 1990er Jahre auf. Die Internetseite allmusic gab ihr 4,5 von 5 Punkten. Entertainment Weekly gab ihr ein A-, der professionelle Musikkritiker Robert Christgau ein B+. Der RS Album Guide vergab 4 von 5 Punkten, der Rolling Stone 3,5 von 5 Punkten.
Die Zeit urteilte:

„Abrupt und ohne Einleitung beginnt das Richard D. James Album, nach kurzen zweiunddreißig Minuten ist die Reise durch die zehn scheinbar beliebig gruppierten Stücke ebenso unvermittelt zu Ende. Vom LP-Format geweckte Hörererwartungen werden enttäuscht - kein epischer Faden, kein fortlaufender Spannungsaufbau, keine Steigerung in der Soundentwicklung. Und doch - genau im Moment des befreienden Auflachens über eine besonders irr konstruierte Bruchstelle zwischen prasselndem Beatgewitter und abwärts sausendem Streichorchester - ein Innehalten: Nein, dies ist kein Witz, sondern ein exquisites Hörvergnügen, ein Meisterwerk der Auflösung im richtigen Augenblick.“

## In den Medien
Songs des Albums wurden bei mehreren verschiedenen Fernseh-Werbespots genutzt. „To Cure a Weakling Child“ wurde in einer britischen Fernsehwerbung für die Handyfirma Orange gebraucht, der Track „4“ wurde in einem Anti-Drogen-Spot der US-Regierung sowie einem US-Spot für die Special Olympics genutzt.
„Girl/Boy Song“ wurde in einer Werbung der Bank of America genutzt.
Zudem wurde „Logan Rock Witch“ vom britischen Noise-Künstler V/Vm geremixt im Rahmen seiner helpaphextwin-Reihe.
Der Song „Beetles“ wurde im Film Shot List genutzt.

## Titelliste
1. 4 – 3.37
2. Cornish Acid – 2.14
3. Peek 824545201 – 3.05
4. Fingerbib – 3.48
5. Carn Marth – 2.33
6. To Cure a Weakling Child – 4.33
7. Goon Gumpas – 2.02
8. Yellow Calx – 3.04
9. Girl/Boy Song – 4.52
10. Logan Rock Witch – 3.33

Bonustracks auf den Albenversionen in den USA, Australien und Kanada (in England finden sich diese Tracks als B-Seiten der EP Girl/Boy (1996))
1. Milkman – 4.09
2. INKEY$ – 1.24
3. Girl/Boy (£18 Snare Rush mix) – 1.57
4. Beetles – 1.31
5. Girl/Boy (Redruth mix) – 1.37

## Songtitel
Carn Marth wird oft falsch mit Corn Mouth betitelt, wohl wegen James’ schlecht lesbarer Handschrift auf dem Albencover. Der Track ist nach einem Berg in Cornwall im Vereinigten Königreich benannt. Der Logan Rock ist auch ein bekannter Fels in Cornwall – auch dieser Track wird manchmal fälschlicherweise mit Logl/Rock Witch oder Logon Rock Witch betitelt. Der Track Goon Gumpas bezieht seinen Namen von einem Dorf nahe Redruth in Cornwall.
Die Songs INKEY$ und Peek 82454201 wurden nach Programmierbefehlen der Programmiersprache „Sinclair BASIC“ benannt.

## Chartplatzierungen
Mitte November 1996 belegte das Album eine Woche lang Platz 62 in den britischen Charts. 1997 belegte es Platz 20 der U.S. Heatseekers.